# Xajax
xajax — PHP и JavaScript библиотека. Предоставляет разработчикам веб-приложений простую реализацию технологии Ajax, а начиная с версии 0.5 ещё и PHP-инструменты для формирования HTML-форм и документов. В отличие от многих других подобных библиотек, xajax позволяет разрабатывать Ajax-приложения, не требуя от разработчика знания Javascript.

## Описание и возможности
- совместим с PHP 4.3 и выше
- кросс-браузерная реализация Ajax
- формирование HTML-форм и документов в PHP, используя классы xajax-библиотеки.
- механизм плагинов + реализованный в качестве примера плагин для внедрения Google Maps в свои веб-приложения.